# ماهابو (آمبوهیدراتریمو)
ماهابو (به لاتین: Mahabo) یک منطقهٔ مسکونی در ماداگاسکار است که در آنالامانگا واقع شده‌است. ماهابو ۶٬۹۹۴ نفر جمعیت دارد و ۱٬۳۸۰ متر بالاتر از سطح دریا واقع شده‌است.